# Locsmánd várispánság
Locsmánd várispánság várszervezettel és várbirtokkal rendelkező határispánság volt, Locsmánd központtal. Alapításának idejére sok feltevés van Szent Istvántól későbbi időkig. A locsmándi ispán először 1171-ben szerepel a forrásokban. A vár birtokai a vár körül feküdtek és ismerünk rajta élő várjobbágyokat is. Az ispánság elindult a zárt határú vármegyei fejlődés útján, a győri püspökség egyik főesperességének központja is lett, de azután II. András eladományozta Szák nembeli Miklósnak. Róla, mivel magva szakadt, még visszaháramlott IV. Béla királyra 1240 körül, aki nekifogott a királyi várszervezet helyreállításához, de azután 1263-ban ő is eladományozta Aba nembeli Lőrincnek – a nemesek és mások birtokai kivételével –, amivel a megyévé alakulás folyamata végleg megszakadt. Falvai nagyobbrészt Sopron, részben Vas vármegyéhez kerültek.